# Mordellistena paraweisei
Mordellistena paraweisei  (лат.) — вид жуков рода Mordellistena, семейства Шипоноски (Mordellidae). Впервые описан в 1977 году венгерским(?) энтомологом К. Эрмишем.

## Распространение
Эндемик Румынии; распространён в Трансильвании.

## Замечания по охране
Не значится в природоохранной базе Международного союза охраны природы.